# Caulophryne polynema
Caulophryne polynema es una especie de pez abisal de la familia Caulophrynidae. Es originario de los océanos Atlántico y Pacífico. Se produce en la costa este de América del Norte a través de África y al norte de Islandia. En el Pacífico es conocido por las aguas de Hawái y la costa oeste de América del Norte.
Esta es una especie de lophiiformes. Como en muchos de ellos, la hembra es mucho más grande que el macho. La hembra puede llegar a medir más de 14 centímetros de longitud, mientras que el macho alcanza alrededor de 1,6 centímetros. El macho se une a la hembra como un parásito. 
Habita en aguas profundas profundidades que van desde los 900 a 1250 metros.

### Lectura recomendada
- Bertelsen, E. (1990) Caulophrynidae., p. 491. In J.C. Quero, J.C. Hureau, C. Karrer, A. Post and L. Saldanha (eds.) Check-list of the fishes of the eastern tropical Atlantic (CLOFETA). JNICT, Lisbon; SEI, Paris; and UNESCO, Paris. Vol. 1.